# Aplectrum
Aplectrum is een monotypisch geslacht uit de orchideeënfamilie en deonderfamilie Epidendroideae.
De enige soort in dit geslacht, Aplectrum hyemale, komt in Noord-Amerika voor.

## Naamgeving en etymologie
: Aplectra Raf. (1824)

## Kenmerken
Aangezien Aplectrum een monotypisch geslacht is, wordt het volledig beschreven door zijn enige vertegenwoordiger, Aplectrum hyemale. Zie aldaar.

## Voorkomen
Aplectrum is een plant van oude, open loofbossen in Canada en Noord-Amerika.

## Taxonomie
Aplectrum wordt tegenwoordig samen met de geslachten Calypso en Corallorhiza en nog enkele ander tot de tribus Calypsoeae gerekend.
Het is een monotypisch geslacht met slechts één soort:
- Aplectrum hyemale (Muhl. ex Willd.) Torr. (1818) (Canada, Noord-Amerika)

Geslachten: Aplectrum · Calypso · Changnienia · Corallorhiza · Cremastra · Dactylostalix · (Didiciea) · Ephippianthus · Govenia · Oreorchis · Tipularia · Yoania · Wullschlaegelia